# Kampong Speu
Kampong Speu ( Língua khmer: កំពង់ស្ពឺ ,Significa:"Porto da Carambola" ) é uma cidade no centro sul de Camboja,capital da província de Kampong Speu .De acordo com Censo de 2008 a população estimada da cidade é de 54.505 habitantes. 